# کلیپفاوزن
کلیپفاوزن (به آلمانی: Klipphausen) یک شهر در آلمان است که در Meissen واقع شده‌است. کلیپفاوزن ۱۰٬۴۵۸ نفر جمعیت دارد.